# Алваязери (район)
Алвая́зери (порт. Alvaiázere) — район (фрегезия) в Португалии, входит в округ Лейрия. Является составной частью муниципалитета Алваязери. По старому административному делению входил в провинцию Бейра-Литорал. Входит в экономико-статистический субрегион Пиньял-Интериор-Норте, который входит в Центральный регион. Население составляет 1818 человек на 2001 год. Занимает площадь 32,32 км².